# Горюнов Михайло Михайлович
Миха́йло Миха́йлович Горюно́в (1912—1991) — радянський конструктор озброєнь, один із учасників створення кулемета СГ-43.

## Біографія
Народився 23 січня 1912 року в селі Кам'янка Коломенського повіту Московської губернії. Племінник зброяра Петра Максимовича Горюнова.
У 1930—1934 роки працював учнем слюсаря та слюсарем на машинобудівному заводі в Коломні.
У 1934 році, переїхавши до Коврова, влаштувався на завод ім. Кіркіжа слюсарем-налагоджувальником у бюро нових конструкцій.
1940 року призначений на посаду конструктора відділу головного конструктора. Один із учасників створення кулемета СГ-43.
Після війни — старший майстер ОКБ-2. З 1950 до 1982 року — начальник відділення, начальник цеху, заступник начальника дослідного виробництва КБ «Арматура».
З 1982 року — на пенсії.

## Нагороди та звання
- Сталінська премія І ступеня (1946 рік) — за створення станкового кулемета, який широко застосовували на фронті[1].
- Орден Трудового Червоного Прапора (1944);
- Інші медалі.